# Adelbert von Keller

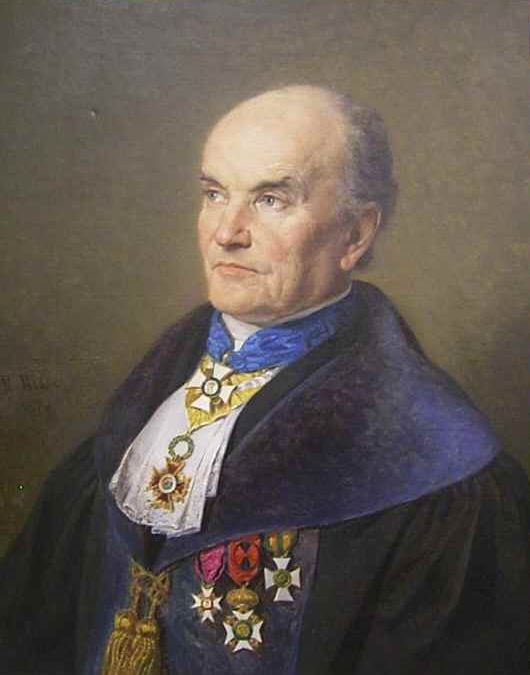
Adelbert von Keller

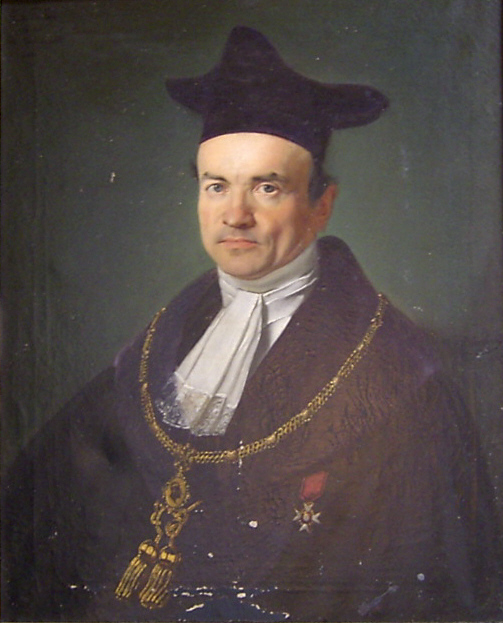
Adelbert von Keller

Heinrich Adelbert Keller, ab 1854 von Keller, (* 5. Juli 1812 in Pleidelsheim; † 13. März 1883 in Tübingen) war ein deutscher Romanist und Germanist, der durch seine zahlreichen Editionen und Übersetzungen mittelalterlicher und frühneuzeitlicher Literatur und seine Forschungen zur schwäbischen Mundart bekannt wurde.

## Leben
Adelbert Keller, Sohn des Stadtpfarrers Johann Jakob Keller, ging in Stuttgart zur Schule und studierte ab 1830 in Tübingen zunächst Theologie, später bei Ludwig Uhland und Moriz Rapp Neuere Philologie. Nach seinem Studium reiste er zur Erforschung von altfranzösischen Handschriften nach Paris. Ab 1835 lehrte er als Privatdozent Neuere Sprachen in Tübingen, ab 1837 war er daneben Zweiter Bibliothekar der Universitätsbibliothek. Von September 1840 bis März 1841 unternahm er auf Anraten seines Arztes eine Reise nach Italien, die er zur Erforschung von italienischen Handschriften des Mittelalters in Venedig, Florenz und Rom nutzte. Seit 1841 außerordentlicher Professor, wurde er 1844 zum ordentlichen Professor und Oberbibliothekar der Universität Tübingen ernannt. 1850 trat er von dem Bibliothekarsposten zurück und widmete sich ganz der Lehre und seinen zahlreichen Veröffentlichungen, darunter vor allem Editionen von Texten des Mittelalters sowie Übersetzungen aus dem Französischen, Provenzalischen, Spanischen, Italienischen und Englischen. 1858–1859 war er Rektor der Universität.
Ab 1849 stand der 1839 in Stuttgart gegründete Litterarische Verein unter Kellers Vorsitz. Diese Bibliophilengesellschaft hatte zahlreiche prominente und zahlungskräftige Mitglieder und konnte so die Veröffentlichung von größeren und kommerziell wenig erfolgversprechenden Editionen sicherstellen. Keller war über Jahrzehnte treibende Kraft der Bibliothek des Litterarischen Vereins in Stuttgart, die unter seiner Betreuung zu einer weltweit beachteten Veröffentlichungsreihe für Publikationen von mittelalterlichen und frühneuzeitlichen Quellentexten wurde. Innerhalb der Reihe veröffentlichte er u. a. eine monumentale Edition der Werke von Hans Sachs.
Keller legte nach dem Vorbild von Schmellers Bayerischem Wörterbuch in jahrzehntelanger Forschungs- und Sammeltätigkeit die Grundlage für ein Schwäbisches Wörterbuch, das nach seinem Tod von Hermann Fischer betreut und in insgesamt sieben Bänden veröffentlicht wurde.
Adelbert von Keller war der Vater des in Freiburg, Graz und Prag lehrenden klassischen Philologen Otto Keller (1838–1927). 1852 wurde er auf Bitte von Ottilie Wildermuth Pate ihres Sohnes Hermann. Ihr Mann Johann David Wildermuth, ebenfalls in Pleidelsheim geboren, war seit seiner Kindheit mit Keller freundschaftlich verbunden. Er starb nach langer Krankheit im Alter von 70 Jahren in Tübingen.
Ein Nachlass befindet sich in der Universitätsbibliothek Tübingen.

## Ehrungen
Keller wurde zum Mitglied der Bayerischen Akademie der Wissenschaften und anderer gelehrter Gesellschaften gewählt. 1854 wurde er mit Ritterkreuz 1. Klasse des Ordens der Württembergischen Krone ausgezeichnet, welches mit dem persönlichen Adelstitel verbunden war. Des Weiteren war er Inhaber des Friedrichs-Ordens (Komtur 2. Klasse, 1877), des Orden de Isabel la Católica (Komtur, 1860) sowie des Orden Franz I. (Kommandeur).

## Schriften
- Li romans de sept sages, nach der Pariser Handschrift herausgegeben, 1836
- George Sand: Ausgewählte Schriften, 1836–1837
- als Hrsg.: Diocletianus Leben von Hans von Bühel. Quedlinburg/Leipzig 1841 (= Bibliothek der gesammten deutschen National-Literatur von der ältesten bis auf die neuere Zeit. Band 22).
- William Shakespeares Schauspiele (mit Moriz Rapp), 1843–1846
- Altfranzösische Sagen, 1839–1840, 2. Auflage 1876
- Juan Manuel: El Conde Lucanor, 1839
- Miguels de Cervantes sämmtliche Romane und Novellen (mit Friedrich Rotter), 1839–1842, 2. Ausgabe 1850
- Maria Edgeworth: Ausgewählte Erzählungen, 1840
- Romancero del Cid, 1840 (Digitalisat)
- Gudrun, 1840
- Zwei Fabliaux aus einer Neuenburger Handschrift, 1840 (Digitalisat)
- Hans von Bühel: Dyocletianus Leben, 1841 (Digitalisat)
- Chrétien de Troyes: Li Romans Dou Chevalier Au Leon. Bruchstücke aus einer vatikanischen Handschrift, 1841
- Gesta Romanorum. Das ist der Römer Tat, 1841 (Digitalisat)
- Gesta Romanorum (nur Bd. 1 erschienen), 1842 (Digitalisat)
- Volkslieder aus der Bretagne, eine Übersetzung des Barzaz Breiz, gesammelt von La Villemarqué (mit Eduard von Seckendorff), 1841
- Inauguralrede über die Aufgabe der modernen Philologie, 1842
- Lieder Guillielms IX. Grafen von Peitieu Herzogs von Aquitanien, 1843, 1848, 2. Ausgabe 1850
- Romvart. Beiträge zur Kunde mittelalterlicher Dichtung aus italienischen Bibliotheken, 1844 (Digitalisat)
- Die Mundarten. In: Das Königreich Württemberg. 1844 (Digitalisat der Auflage 1863, dort S. 376 ff.)
- Beschreibung der Einweihung des neuen Universitätshauses zu Tübingen, 1845
- Altdeutsche Gedichte. Tübingen 1846–1861 (Digitalisat Bd. 1), (Digitalisat)
- Alte gute Schwänke. 1847
- Lieder Guillems von Berguedan, 1849
- Ein Lied von Marcabrun, als Beitrag zur Göthelitteratur (mit W. L. Holland), 1849
- Lieder Heinrichs Grafen von Wirtenberg (mit W. L. Holland), 1849
- Ein Spil von einem Keiser und eim Apt, 1850
- Walthers von Rheinau Marienleben, 1849–1855
- Mittelniederländische Gedichte, 1851
- Italiänischer Novellenschatz, 1851
- Anleitung zur Sammlung des schwäbischen Sprachschatzes, 1855
- Elblin von Eselberg, 1856
- Un miracle de Nostre Dame. D'un enfant, qui fu donne au dyable, quant il fu engendre, 1865
- Die altdeutsche Erzählung vom rothen Munde, 1874
- Uhland als Dramatiker, mit Benutzung seines handschriftlichen Nachlasses, 1877
- Verzeichnis altdeutscher Handschriften/ von Heinrich Adelbert von Keller. Hrsg. von Eduard Sievers. – Tübingen: Laupp, 1890. Digitalisierte Ausgabe der Universitäts- und Landesbibliothek Düsseldorf

Zahlreiche Bände der „Bibliothek des Litterarischen Vereins in Stuttgart“, ab 1849 (Nachweis von Digitalisaten siehe Hauptartikel):
- Einleitung zu: Heinrich Wittenweiler: Der Ring, 1851
- Fastnachtspiele aus dem fünfzehnten Jahrhundert, 4 Bände, 1853–1858
- Hans Jakob Christoffel von Grimmelshausen: Der abenteuerliche Simplicissimus und andere Schriften, 4 Bände, 1854
- Erzählungen aus altdeutschen Handschriften , 1855 (Digitalisat)
- Hugo von Langenstein: Martina , 1856
- Amadis. Nach der ältesten deutschen Bearbeitung. , 1857
- Konrad von Würzburg: Der Trojanische Krieg , 1858
- Karl Meinet, 1858
- Ludwig von Eyb: Die Geschichten und Taten Wilwolts von Schaumburg , 1859 (Digitalisat)
- Heinrich Steinhöwel (nach Giovanni Boccaccio): Decameron , 1860
- Niklas von Wyle: Translationen , 1861
- Cyriacus Spangenberg: Von der Musica und den Meistersängern , 1862
- Jakob Ayrer: Ayrers Dramen , 5 Bände, 1865
- Das deutsche Heldenbuch. Nach dem mutmaßlich ältesten Druck , 1867
- Hans Sachs: Werke, 26 Bände, 1870–1908
- Augustin Tüngers Facetiae , 1874
- Das Nibelungenlied, nach der Piaristenhandschrift , 1879
- Georg Rudolf Widmann: Fausts Leben , 1880